# Gängsystem
Gängsystem är tekniska standarder som specificerar mått på gängor.
Det finns ett stort antal gängsystem:
| - acme-gänga - aeb-gänga - Asme-gänga - ASTP-gänga - B-gänga - BA-gänga (British Association for Advancement of Science) - Beb-gänga - Bodmer-gänga - BSB-gänga - BSC-gänga = BSCY-gänga (British Standard Cycle) - BSF-gänga (British Standard Fine) - BSP-gänga (British Standard Pipe) - BSW-gänga (British Standard Whitworth) - CEI-gänga (Cycle Engineers Institute) - Edison-gänga (E) - F-gänga - Gasgänga - Glasgänga | - G-gänga (L M Ericsson) - Löwenhertz-gänga - M-gänga (metrisk gänga (grov och fin delning) - Nippelgänga - NPT-gänga (National pipe thread) - Pansarrörgänga - Plåtskruvgänga - R-gänga (Rörgänga, cylindrisk och konisk) - Rundgänga (För järnvägskopplingsspindlar) - SAE-gänga - Sellersgänga - T-gänga (för träskruv) - Thury-gänga - Trapetsgänga - UNC-gänga (Unified Coarse), ingår i Unified Thread Standard (UTS) - UNF-gänga (Unified Fine), ingår i Unified Thread Standard (UTS) - W-gänga (Whitworth-gänga) |